# P.G. Wodehouse

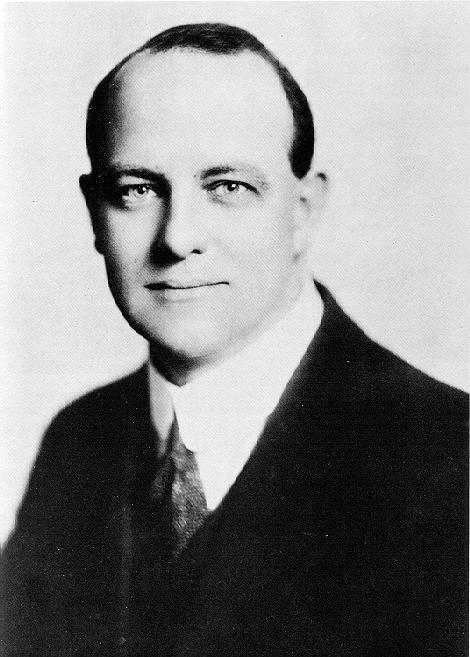
P.G. Wodehouse (omstreeks 1904)

Pelham (‘Plum’) Grenville Wodehouse (Guildford, Verenigd Koninkrijk, 15 oktober 1881 – Southampton, New York, Verenigde Staten, 14 februari 1975) (spreek uit: woedhous) was een Brits-Amerikaans humoristisch schrijver, wiens werk wordt gekenmerkt door een rijk, opzettelijk archaïsch taalgebruik, waarin hij de spot drijft met het Engeland van vóór de Eerste Wereldoorlog. Men zegt wel dat hij musicals in proza schreef.

## Biografie
Wodehouse had een versnipperde jeugd en werd grotendeels opgevoed door mensen die niet zijn ouders waren. Zijn vader was een hoge ambtenaar in de Britse koloniën (o.a. rechter in Hongkong). Van zijn tweede tot zijn vijftiende levensjaar bracht de jonge ‘Plum’ in totaal ongeveer zes maanden door met zijn ouders.
Tussen zijn twaalfde en achttiende ging Wodehouse naar school op Dulwich College, wat de meest vormende ervaring van zijn leven bleek (en wat misschien de rotsvaste trouw van zijn personage Bertie Wooster aan diens oude schoolvrienden verklaart). Daarna werkte hij twee jaar bij de Hongkong & Shanghai Bank. Vervolgens schreef hij stukjes in de London Globe en andere publicaties. In 1910 vestigde hij zich in de Verenigde Staten, waar hij eerder, in 1909, een paar artikelen had verkocht voor een goede prijs. Hij werd op 26 juni 1936 onderscheiden met de Amerikaanse Mark Twain Medal voor “outstanding and lasting contribution to the happiness of the world”. Op 21 juni 1939 ontving hij van de Oxford University een eredoctoraat in de Letteren voor zijn gehele oeuvre, waarna hij als Dr. Pelham aangesproken kon worden.
Bij het uitbreken van de Tweede Wereldoorlog woonde Wodehouse in Le Touquet in Frankrijk, waar hij werd opgepakt. Hij bracht enige tijd door in krijgsgevangenenkampen in Huy, Luik en Tost (Toszek, Silezië). In 1941 werd hij vanwege het bereiken van zijn 60-jarige leeftijd overgebracht naar Berlijn waar hij geïnterneerd werd. Door zijn Amerikaanse vrienden van Duitse afkomst werd benaderd om vijf korte, enigszins komische autobiografische radio-uitzendingen te verzorgen, gericht tot Amerika, dat zich op dat moment nog niet in de oorlog had gemengd. De uitzendingen waren op zich zeer onschuldig en Wodehouse dacht dat de Britten hem erom zouden bewonderen, omdat hij tijdens zijn gevangenschap zijn stiff upper lip had bewaard. Tegen de afspraken in werden de uitzendingen ook in Engeland uitgezonden, terwijl de oorlog voor het Verenigd Koninkrijk slecht verliep en de Duitse expansiedrift maximaal was. Hij werd door de Britse pers beschuldigd van collaboratie en de publieke opinie keerde zich dusdanig tegen hem dat hij zich niet meer welkom voelde in Engeland en zich in Amerika vestigde. Tot zijn voornaamste tegenstanders behoorde de auteur van Winnie de Poeh, A.A. Milne, met wie Wodehouse ooit goed bevriend was. Hij werd verdedigd door andere gerenommeerde Britse schrijvers, zoals Evelyn Waugh en George Orwell. De Britse geheime dienst MI5 kwam tot de conclusie dat Wodehouse naïef was en iets doms had gedaan, maar dat hij geen verrader was.
De Britse reactie op zijn Duitse uitzendingen bevreemdde Wodehouse ten zeerste. Tot aan zijn dood op hoge leeftijd bleef hij zich afvragen of hij nu wel of niet had gecollaboreerd. In 1955 werd Wodehouse, die woonachtig was in Remsenburg in de staat New York, tot Amerikaans staatsburger genaturaliseerd. Hij bezocht zijn vaderland nooit meer. In 1966 stichtte hij een dierenasiel in Westhampton voor honden en katten; in zijn verhalen komen deze dieren vaak voor.
In 1975, zeer kort voor zijn dood, werd hij in absentia geridderd voor zijn literaire verdiensten door Elizabeth II en sindsdien mag hij sir genoemd worden. Men neemt aan dat hij niet eerder was geridderd, omdat men hem zijn Duitse radio-uitzendingen nog altijd kwalijk nam. Na zijn dood vond verdere rehabilitatie plaats. Veel plekken kregen een herinneringsplaquette aan zijn verblijf.
- in 1977 werd in Dulwich (GB) waar hij op school gezeten heeft, de Wodehouse Library geopend
- in 1981 kreeg zijn geboortehuis in Guildford een gevelbord bij de herdenking van zijn 100ste geboortedag
- in 1982 bood de Spectrum Uitgeverij een plaquette aan de P.G. Wodehouse Society aan in Amsterdam, vanwege de enorme Wodehouse pocketboekenreeks bij deze uitgeverij
- in 1988 onthulde Elizabeth The Queen Mother een blue plaque bij zijn voormalige woonhuis in Dunraven Street in Londen, in aanwezigheid van Wodehouse's kleinzoon Sir Edward Cazalet
- in 1991 kreeg de Kruittoren in Zutphen een plaquette ter herinnering aan vermeldingen van de edelman Sir Philip Sidney
- in 1992 onthulde Erica Terpstra een plaquette bij Mulliners Wijnlokaal in Amsterdam (genoemd naar Mr. Mulliner)
- in 1994 onthulde de Amerikaanse Wodehouse Society een plaquette in de The Church of the Transfiguration (The Little Church around the Corner) in New York, ter gelegenheid van Wodehouse's huwelijk in 1914 met Ethel Rowley
- in 1995 werd aan de Record Road in Emsworth een blue plaque onthuld ter herinnering aan zijn verblijf daar tussen 1904-1914
- in 1996 werd Elizabeth The Queen Mother beschermvrouw van de Nederlandse P.G. Wodehouse Society. Na haar overlijden in 2002, nam Camilla, de Hertogin van Cornwall, haar rol over en werd in 2008 beschermvrouw van dezelfde vereniging
- in 2000 onthulde de Belgische Drones Club een plaquette in het Fort van Huy, ter herdenking van zijn gevangenschap in 1940
- in 2002 kreeg de Hongkong & Sjanghai Bank in Londen waar Wodehouse honderd jaar eerder werkte, een plaquette
- in 2012 werd in Remsenburg (NY) een marker opgericht bij de begraafplaats waar Wodehouse begraven ligt
- in 2013 werd aan de Walton Street in Londen een blue plaque bevestigd waar hij tussen 1918-1920 woonde
- in 2017 werd in Degenershausen (D) een bord geplaatst bij de lindeboom waarbij hij tijdens de oorlog vaak zat
- in 2019 werd in de Poet's Corner in de Westminster Abbey een Memorial Stone onthuld in aanwezigheid van de Hertog van Kent, als eerbetoon aan een van de grootste Engelse schrijvers
- in 2024 onthulden de Nederlandse P.G. Wodehouse Society en de Belgische Drones Club een plaquette bij Villa Low Wood in Le Touquet, waar Wodehouse  tussen 1934-1940 woonde, totdat hij daar door de Duitsers gevangen genomen werd

## Werk
Wodehouse's werk is grotendeels onvertaalbaar, al is het wel vertaald. Om het ten volle te kunnen waarderen moet de lezer vertrouwd zijn met de Engelse taal, de Britse geschiedenis en de Britse literatuur. (Bertie Wooster, een van Wodehouses creaties, citeert voortdurend halve zinnen uit werk van Shakespeare, Tennyson en de bijbel, die hij dan echter meestal abusievelijk aan zijn butler Jeeves toeschrijft.)
Wodehouse's werk speelt zich vaak af rond:
- Blandings Castle, bewoond door Lord Emsworth, diens zuster en diens personeel. Lord Emsworth houdt zich vooral bezig met zijn prijsvarken, genaamd ‘de Keizerin van Blandings’
- de rijke nietsnut Bertie Wooster
- Woosters butler Jeeves, die onder het toeziend oog van de indrukwekkende tantes Dahlia en Agatha romances van schoolvrienden van Bertie probeert te lijmen, te voorkomen of tot stand te brengen
- de Golfclub, waar vele verhalen worden verteld door het ‘oudste lid’

De verhalen van Wodehouse spelen zich in het algemeen af in het Engeland van de jaren net voor de Eerste Wereldoorlog. De meeste hoofdpersonen leven van geërfd geld en hoeven zich niet bezig te houden met saaie dingen als in hun levensonderhoud voorzien.
Wodehouse schreef niet alleen humoristische boeken, maar ook succesvolle musicals zoals A Damsel in Distress uit 1938 (op uitdrukkelijk verzoek van componist Gershwin), gebaseerd op een novelle uit 1919,Have A Heart uit 1917,Oh, Kay! uit 1926,Rosalie uit 1928 en Anything Goes uit 1934 van Cole Porter. Zijn boeken werden lange tijd niet serieus genomen door het literaire establishment, maar tegenwoordig gelden ze als taalkundig onnavolgbare juweeltjes waarvan er vele nog constant in druk zijn en populair blijven.

## Personages
Enkele belangrijke personages in Wodehouse-verhalen:
- Reginald Jeeves
- Bertram (Bertie) Wilberforce Wooster
- Stanley Featherstonehaugh Ukridge
- Mr. Mulliner
- Lord Emsworth, Clarence Threepwood, Galahad Threepwood, Freddie Threepwood
- Rupert Baxter
- Augustus (Gussie) Fink-Nottle
- Tuppy Glossop, Sir Roderick Glossop, Honoria Glossop
- Sir Roderick Spode
- Sir Watkyn Bassett, Madeline Bassett
- Stiffy Byng
- Roberta (Bobbie) Wickham

Zo'n twintig van Wodehouses verhalen zijn verfilmd, veelal met Stephen Fry en Hugh Laurie in de hoofdrollen, als respectievelijk Jeeves en Wooster in de BBC-serie Jeeves and Wooster.